# Sammy Ofer
Pour les articles homonymes, voir Ofer.
Sammy Ofer (22 février 1922 à Galati, Roumanie - 3 juin 2011 à Tel Aviv) était un homme d'affaires israélien, cofondateur du groupe spécialisé dans le trafic maritime international, Ofer Brothers.

## Biographie
Pendant quelques semaines avant sa mort, il était au cœur d'une importante controverse, car sa société est accusée d'avoir vendu à l'Iran un pétrolier à valeur de 8,65 millions de dollars. Par conséquent, il s'était exposé aux sanctions américaines, pour avoir commercé avec la République islamique.
Le stade Sammy Ofer de Haïfa porte son nom.